# 百猴效應
百猴效應，又稱百目猿效應，是一種假想的現象，聲稱一旦群體中表現出新行為或認識到新想法的成員數量達到一個臨界數量，這種全新的行為或想法會透過無法解釋的手段迅速從一個群體傳播到所有相關的群體。據說這種行為甚至會傳播到那些在物理上是分開的、沒有明顯互相溝通手段的群體中。
自從百猴效應首次被推廣以來，許多研究案例已顯示這種效應不可信。此概念之所以會廣為流傳，其中一個主因是許多作者引用了扭曲最初觀察結果的二手文獻、三手文獻或三手以上的來源。

## 歷史
「百猴效應」在1970年代中後期由萊爾‧華特森（Lyall Watson）推廣，他記錄了1950年代幾位日本靈長類動物學家的發現。 

### 華特森（1970年代）
1952年至1953年間，靈長類動物學家對幸島上的一群日本獼猴進行了行為研究。研究人員會在開闊的區域（通常是海灘）為這群猴子提供番薯和小麦等食物。這項研究的得到了一個未預料到的附帶成果，科學家們目睹了該群體發生了一些革新、進化的行為變化，其中兩個變化是由一隻年輕母猴所精心策劃，其他則是由其兄弟姐妹或同一代的猴子所策劃。對這些行為變化的解釋，被延伸為一種現象（即「百猴效應」），然後華特森將其作為一個故事而不精確地發表出來。
根據華特森的說法，科學家們觀察到一些猴子學會了洗番薯，最初是在1953年通過這群猴子中的一名18個月大的母猴（研究人員命名為「Imo」）。Imo發現在溪流或海洋中清洗番薯可以移除沙子和粗砂。這種清洗番薯的新習慣逐漸在群體蔓延開來，以观察学习和反覆操作這種普通方式來傳播。（與大多數食用習慣不同，這種行為是老一輩的猴子從年輕猴子那邊學習而來。）
這種行為持續傳播到1958年，最後一隻猴子透過常規方式習得清洗番薯，此時在猴子之間突然形成一種群體意識，而不是之前的一次一猴的方法。華特森總結，研究人員觀察到，一旦達到了猴子的臨界數量，即第100隻猴子，此前學到的行為就會立即跨越水面隔閡，傳播到附近島嶼的猴子身上。
華特森最早在勞倫斯·布萊爾（Lawrence Blair）的《視覺節奏》 （Rhythms of Vision）（1975）的序言中發表了這個故事；後來華特森在1979年出版《生命浪潮：無意識的生態學》（Lifetide: The Biology of the Unconscious）一書，這個故事開始廣為傳播。

#### 最初的研究（1950年代）
幸島研究最初是由一支科學家團隊進行，作為1948年對日本半野生猴子研究的附屬成果。幸島上的猴群被認為是與其他猴群隔離的，從1950年起作為一個封閉的研究組別，藉此觀察野生日本獼猴的行為。科學家團隊在研究該組別時會故意在海灘留下番薯和小麥，觀察猴群的行為。1954年發表了一篇論文，首次觀察到一隻猴子Imo在水中清洗番薯。
在接下來的幾年裡，Imo的行為變化導致幾種攝食行為的改變，這些觀察對理解動物的行為是如何傳授和學習都大有裨益。行為變化的簡要說明如下：
1. 年輕的猴子首先教導同齡猴及其直系親屬，這些猴子從新行為受益後，會再將這種新行為傳授牠們的同齡猴。
2. 若其父母或同齡猴（或同齡猴的父母）年齡太大，牠們不會採取這種行為。
3. 一旦最初的猴群生了小孩，推動這種行為的力量就產生了變革，原本是透過教導上一代和下一代，變成下一代藉由觀察學習來產生行為。這種行為不再是主動傳授，而是被動觀察和模仿。
4. 第一個創新者會持續創新。開始洗番薯的年輕猴子還學會了如何從沙子中篩出麥粒，方法是將一把一把地將沙子和小麥扔到水中，然後抓住漂浮在上面的小麥。這項創意也以上述的傳授過程來模仿，直到島上的猴子太多，能分配到的小麥太少，這時競爭變得過於激烈，強壯的猴子會從弱小的猴子那裡偷走收集到的小麥，因此出於自我保存的目的，而停止了這種學習行為。
5. 創新者的兄弟姐妹開始了另一項創新，而猴子最初害怕海洋，只能俯身將手腳伸進水中，小麥過濾的創新使猴子將更多身體浸入水中，或到海洋中嬉戲玩耍，接著再使用上述的傳授過程複製此行為。

該研究並未指出促使所有的幸島猴都開始清洗番薯的猴群比例為何，亦未指出與其他開始有類似行為的猴子的研究之關聯性。相反的是，該研究表明幸島的某些年齡的猴群不會學習這種新行為。

### 凱耶斯 (1984)
隨著肯·凱耶斯（Ken Keyes Jr.）的《第一百隻猴子》（The Hundredth Monkey，1984）一書的出版，這個故事進一步廣為流傳。凱耶斯的書所探討的議題與核战争對地球的毀滅性影響有關。凱耶斯將「百猴效應」的故事作為一個鼓舞人心的比喻，將其套用於人類社會以及正向改變所帶來的影響。不幸的是，凱耶斯在未提供確鑿證據下組合了兩個事實：「幸島猴群學會了洗番薯」以及「在鄰近的島嶼上觀察到了這種現象」，這也削弱了這兩項研究的價值，並可能害得相關科學家名譽掃地。將這一科學與他的政治觀點結合起來也可能損害研究的信譽，導致許多記者在未充分研究的情況下試圖「揭穿」日本團隊的研究。

## 後來的研究和批評
自百猴效應首次被推廣以來，許多研究案例表明這種效果不可信。這一概念會流傳的主因之一是許多作者引用了二手、三手或三手以上的參考來源，而這些來源扭曲了原觀察結果。
1985年，伊萊恩·邁爾斯（Elaine Myers）在雜誌《框架之中》（In Context）發表一篇文章，重新審視了最初的研究。她回顧發現日本猴子中心在《靈長類動物》第2、5和6卷中所發表的原始研究報告不足以佐證華特森所說的故事。簡而言之，她對「百猴效應」現象是否存在抱持懷疑態度。最初發表的文獻描述的是，清洗番薯的行為如何逐漸在猴群中傳播，並成為年輕猴子所習得行為的一部分，但邁爾斯不認為該研究能作為「臨界數量」存在的證據，「臨界數量」指的是擁有想法的猴子數量到達這個數字時，會瞬間將想法傳播到其他島嶼。
華特森和凱耶斯講述的故事在新時代運動作家和個人成長大師中十分受歡迎，同時也成為都市傳說和新時代神話的一部分。此外，鲁珀特·谢尔德雷克還提到，像百猴效應這樣的現象將是證明形態場在意識和學習中帶來非局部效應的證據。因此，這個故事也成為超自然現象科學調查委員會最喜歡的目標，並被用作該委員會1990年出版的《百目猿和其他超自然現象的範例》的標題文章。
麥可‧薛莫（Michael Shermer）在其於1997年出版的《為什麼人們相信怪異的事情》（Why People Believe Weird Things? ）一書中，解釋了這個都市傳說是如何出現、開始流行，到最後受到質疑。
最初的研究在動物文化傳播的研究中依舊被證明是有用的。
懷疑論者協會（The Skeptics Society）出版了羅恩·阿蒙森（Ron Amundson）對相關文獻的分析，舉出幾個關鍵點揭開了這個假想效應的神秘面紗。這些猴子有共通的研究人員，因此主張存在突然傳播到其他孤立猴群的說法可能令人懷疑。阿蒙森還指出，猴子也無法在人為介入前就獲得番薯。此外，在1962年該猴群的猴子數量只有59隻，這表明就算在數量上也不可能存在「第一百隻猴子」。
「第一群猴子中清洗番薯的猴子的比例突然顯著增加」這種未經證實的斷言是對一個緩慢得多、更平凡效應的誇大。這主要是一種學習而來的技能，而不是所有的猴子都不可思議地學會這種技能，這在動物界很普遍；不知道如何清洗番薯的年長猴子往往不會學習。隨著年長猴子的死亡和年輕猴子的出生，清洗番薯的猴子的比例會自然增加。日本科學家觀測的時間跨度在幾年左右，因此並未觀察到比例突然增加。

## 延伸閱讀
- Amundson, Ron (1991). The Hundredth Monkey—And Other Paradigms of the Paranormal. Prometheus Books. ISBN 978-0-87975-655-0ISBN 978-0-87975-655-0. Includes:
  - 1985. "The Hundredth Monkey Phenomenon （页面存档备份，存于）." Skeptical Inquirer 9(4):348–56. Also available via University of Hawaii （页面存档备份，存于） (Archived on May 25, 2011).
  - 1987. "Watson and the Hundredth Monkey Phenomenon." Skeptical Inquirer 11(3):303–04.
- Carroll, Robert Todd. http://skepdic.com/monkey.html |chapterurl=缺少标题 (帮助). . 2005  [2023-02-23]. （原始内容存档于2007-09-03）.
- Myers, Elaine (1985). "The Hundredth Monkey Revisited." In Context 9(Spring 1985):10–10. Archived from the original on 2012-02-06.